# Life After Death
Life After Death é o segundo e último álbum do rapper The Notorious B.I.G. (também conhecido como Biggie Smalls) e foi realizado postumamente em 25 de Março de 1997 pela Bad Boy Records. Um álbum duplo, foi lançado pouco tempo depois de sua morte em 9 de março de 1997 e tem participações especiais dos músicos 112, Jay-Z, Lil' Kim, Bone Thugs-n-Harmony, R. Kelly, The LOX, Kelly Price e  Puff Daddy.
Life After Death foi um sucesso tanto criticamente quanto comercialmente. Na primeira semana de venda como número um o álbum vendeu 690.000 cópias e no ano de 2000, o álbum ganhou da RIAA certificação de diamante (mais de 10 milhões de cópias vendias), se tornando num dos únicos seis álbuns de hip hop a conseguir tal proeza (os outros três são Please Hammer, Don't Hurt 'Em de MC Hammer, Speakerboxxx/The Love Below de OutKast, The Eminem Show, The Marshall Mathers LP de Eminem e Greatest Hits de 2Pac). Em setembro de 1997 o álbum já tinha vendido mais de seis milhões de cópias e já era certificação de platina sextupla. Também fez o maior pulo da história das paradas musicais, passando do número 176 para o número 1 em apenas uma semana. O álbum foi nomeado para três Grammys em 1998, incluindo Melhor Álbum de Rap, Melhor Performance Solo de Rap e Melhor Performance de Rap Por Uma Dupla ou Grupo.
Este álbum está na lista dos 200 álbuns definitivos no Rock and Roll Hall of Fame. Em 2003, o álbum foi colocado na 483ª posição da lista dos melhores álbum de todos os tempos da Rolling Stone.
Juntamente com Only Built 4 Cuban Linx... de Raekwon, Doe Or Die de AZ, Reasonable Doubt de Jay-Z e It Was Written de Nas, Life After Death é considerado um álbum seminal do mafioso rap, e também é considerado uma obra-prima do hip hop.

## Faixas

### Disco um
| #  | Título                      | Duração | Compositores                                                               | Produtores                                                                                                  | Outros Performistas              | Samples                                                                |
| -- | --------------------------- | ------- | -------------------------------------------------------------------------- | --- | -------------------------------- | ---------------------------------------------------------------------- |
| 1  | "Life After Death (Intro)"* | 1:39    | C. Wallace, S. Jordan, Sean Combs                                          | Sean "Puffy" Combs & Steven "Stevie J" Jordan for The Hitmen, co-produced by The Notorious B.I.G.           |                                  | - Contains a sample of "Suicidal Thoughts" by The Notorious B.I.G.     |
| 2  | "Somebody's Gotta Die"*     | 4:26    | C. Wallace, Sean Combs, A. Hester, Nasheim Myrick, Carlos Broady           | Nashiem Myrick, Carlos "6 July" Broady & Sean "Puffy" Combs for The Hitmen                                  |                                  | - Contains a sample of "In the Rain" by The Dramatics                  |
| 3  | "Hypnotize"                 | 3:50    | C. Wallace, R. Alpert, D. Angelettie, Andy Armer, Sean Combs, Ron Lawrence | Deric "D-Dot" Angelettie, Ron "Amen-Ra" Lawrence & Sean "Puffy" Combs for The Hitmen                        | Pamela Long                      | - Contains a sample of "Rise" by Herb Alpert                           |
| 4  | "Kick in the Door"*         | 4:47    | C. Wallace, J. Hawkins, Chris E. Martin                                    | DJ Premier for Works of Mart Productions,Inc.                                                               |                                  | - Contains a sample of "I Put A Spell On You" by Screamin' Jay Hawkins |
| 5  | "Fuck You Tonight"          | 5:45    | C. Wallace, Sean Combs, D. Jones, R. Kelly                                 | Daron Jones & Sean "Puffy" Combs for The Hitmen                                                             | R. Kelly                         |                                                                        |
| 6  | "Last Day"*                 | 4:19    | C. Wallace, Kejuan Muchita, J. Phillips, Dorothy Stiles                    | Havoc, co-produced by Sean "Puffy" Combs & Stevie J for The Hitmen                                          | Jadakiss, Styles P & Sheek Louch |                                                                        |
| 7  | "I Love the Dough"*         | 5:11    | C. Wallace, S. Carter, O. Harvey, R. Moore, Angela Winbush                 | Easy Mo Bee for Bee Mo Easy Productions,Inc.                                                                | Jay-Z                            | - Contains a sample of *"I Love You More" by Rene & Angela             |
| 8  | "What's Beef?"*             | 5:15    | C. Wallace, Carlos Broady, Nasheim Myrick                                  | Nashiem Myrick & Carlos "6 July" Broady for the Hitmen, co-produced by Paragon                              |                                  | - Contains a sample of I'm Glad You're Mine by Al Green                |
| 9  | "B.I.G. Interlude"          | 0:48    | C. Wallace, D. Angelettie                                                  | The Notorious B.I.G. & Deric "D-Dot" Angelettie for The Hitmen                                              |                                  | - Contains a sample of *"P.S.K. What Does It Mean?" by Schooly D       |
| 10 | "Mo Money Mo Problems"      | 4:17    | C. Wallace, M. Betha, Sean Combs, B.H. Edwards, S. Jordan, Nile Rodgers    | Steven "Stevie J" Jordan & Sean "Puffy" Combs for The Hitmen                                                | Puff Daddy, Mase & Kelly Price   | - Contains a sample of *"I'm Coming Out" by Diana Ross                 |
| 11 | "Niggas Bleed"*             | 4:51    | C. Wallace, Sean Combs, S. Jordan, Nasheim Myrick                          | Nashiem Myrick, Carlos "6 July" Broady & Steven "Stevie J" Jordan for The Hitmen                            |                                  | - Contains a sample of "Hey Who Really Cares" by The Whispers          |
| 12 | "I Got a Story to Tell"*    | 4:42    | C. Wallace, A. Best                                                        | Buckwild for Kurrup Money Entertainment, co-produced by Chucky Thompson & Sean "Puffy" Combs for The Hitmen |                                  | - Contains a sample of *"I'm Glad You're Mine" by Al Green             |

### Disco dois
| #  | Título                                   | Duração | Compositor(es)                                                          | Produtor(es)                                                                                     | Outros Performistas                 | Sample(s)                                                                           |
| -- | ---------------------------------------- | ------- | ----------------------------------------------------------------------- | ------------------------------------------------------------------------------------------------ | ----------------------------------- | ----------------------------------------------------------------------------------- |
| 1  | "Notorious Thugs"                        | 6:07    | C. Wallace, Sean Combs, A. Henderson, S. Howse, S. Jordan, Bryon McCane | Steven "Stevie J" Jordan & Sean "Puffy" Combs for The Hitmen                                     | Bone Thugs-N-Harmony                | - Contains a sample of "More Than Love" by Ohio Players                             |
| 2  | "Miss You"                               | 4:58    | C. Wallace, Kaygee Gist, Lionel Richie                                  | Kay Gee                                                                                          | 112                                 | - Contains a sample of "Missing You" by Diana Ross                                  |
| 3  | "Another"                                | 4:15    | C. Wallace, Sean Combs, N. Ingram, K. Jones, S. Jordan                  | Steven "Stevie J" Jordan & Sean "Puffy" Combs for The Hitmen                                     | Lil' Kim                            | - Contains a sample and interpolation of "Another Man" by Barbara Mason             |
| 4  | "Going Back to Cali"                     | 5:07    | C. Wallace, O. Harvey, Roger Troutman                                   | Easy Mo Bee for Bee Mo Easy Productions,Inc.                                                     |                                     | - Contains a sample of "More Bounce To The Ounce" by Zapp                           |
| 5  | "Ten Crack Commandments"*                | 3:24    | C. Wallace, Chris E. Martin                                             | DJ Premier for Works of Mart Productions,Inc.                                                    |                                     | - Contains a sample of "Vallantra" by Les McCann                                    |
| 6  | "Playa Hater"                            | 3:57    | C. Wallace, Sean Combs, W. Hart, S. Jordan                              | Sean "Puffy" Combs & Steven "Stevie J" Jordan for The Hitmen                                     |                                     | - Contains a sample of "Hey! Love" by The Delfonics                                 |
| 7  | "Nasty Boy"                              | 5:26    | C. Wallace, Sean Combs, S. Jordan                                       | Sean "Puffy" Combs & Steven "Stevie J" Jordan for The Hitmen                                     |                                     | - Contains a sample of "Cavern" by Liquid Liquid                                    |
| 8  | "Sky's the Limit"                        | 5:29    | C. Wallace, Bobby Caldwell, Hubert Eaves, Clark Kent, J. Williams       | Clark Kent                                                                                       | 112                                 | - Contains a sample of "Keep On" by D. Train                                        |
| 9  | "The World Is Filled..."*                | 4:54    | C. Wallace, D. Angelette, Sean Combs, T. Shaw, K. Walker                | Deric "D-Dot" Angelettie & Sean "Puffy" Combs for The Hitmen                                     | Carl Thomas, Puff Daddy & Too Short | - Contains a sample of "Space Talk" by Asha Puthli                                  |
| 10 | "My Downfall"*                           | 5:26    | C. Wallace, Carlos Broady, Sean Combs, Darryl McDaniels, Nasheim Myrick | Carlos "6 July" Broady, Nashiem Myrick & Sean "Puffy" Combs for The Hitmen                       | DMC                                 | - Contains a sample of "You're All I Need To Get By" by Marvin Gaye & Tammi Terrell |
| 11 | "Long Kiss Goodnight"*                   | 5:18    | C. Wallace, Robert Diggs                                                | RZA for Wu-Tang Productions                                                                      |                                     | - Contains a sample of "The Letter" by Al Green                                     |
| 12 | "You're Nobody (Til Somebody Kills You)" | 4:52    | C. Wallace, Sean Combs, Gary Johnson, S. Jordan, E. Lopez, B. Preston   | Sean "Puffy" Combs & Steven "Stevie J" Jordan for The Hitmen, co-produced by DJ Enuff & Jiv Poss | Faith Evans                         |                                                                                     |

## Histórico nas paradas
| Críticas profissionais | Críticas profissionais |
| Avaliações da crítica  | Avaliações da crítica  |
| Fonte                  | Avaliação              |
| ---------------------- | ---------------------- |
| Allmusic               | [ 3 ]                  |
| Robert Christgau       | (A)                    |
| Entertainment Weekly   | (C+)                   |
| Los Angeles Times      | [ 6 ]                  |
| The New York Times     | (favorable)            |
| Rolling Stone          | 1997                   |
| Rolling Stone          | 2004                   |
| The Source             | [ 10 ]                 |
| Stylus Magazine        | (favorable)            |
| USA Today              | [ 12 ]                 |

| Parada (1997)                | Posição topo |
| ---------------------------- | ------------ |
| U.S. Billboard 200           | 1            |
| U.S. Top R&B/Hip Hop Albums  | 1            |
| Canadian Albums chart        | 3            |
| UK Albums chart              | 20           |
| Australian ARIA Albums Chart | 59           |

| Chart (1990-1999)  | Position |
| ------------------ | -------- |
| U.S. Billboard 200 | 96       |

| Song                   | Chart (1997)               | Peak position |
| ---------------------- | -------------------------- | ------------- |
| "Hypnotize"            | U.S. Billboard Hot 100     | 1             |
| "Hypnotize"            | U.S. Hot R&B/Hip-Hop Songs | 1             |
| "Hypnotize"            | U.S. Hot Rap Tracks        | 1             |
| "Hypnotize"            | Canadian Singles Chart     | 3             |
| "Mo Money Mo Problems" | U.S. Billboard Hot 100     | 1             |
| "Mo Money Mo Problems" | U.S. Hot R&B/Hip-Hop Songs | 2             |
| "Mo Money Mo Problems" | U.S. Hot Rap Tracks        | 1             |
| "Mo Money Mo Problems" | Canadian Singles Chart     | 2             |
| "Going Back to Cali"   | U.S. Billboard Hot 100     | 26            |
| "Going Back to Cali"   | U.S. Hot R&B/Hip-Hop Songs | 31            |
| "Going Back to Cali"   | U.S. Hot Rap Tracks        | 3             |
| Song                   | Chart (1998)               | Peak position |
| "Sky's the Limit"      | Canadian Singles Chart     | 11            |

Billboard 200